# Vorstendom Salm (1803-1811)
Het vorstendom Salm in Westfalen was een van de napoleontische staten aan de rechteroever van de Rijn, grenzend aan het koninkrijk Holland. Het was van 1802/1803 tot 1806 een territorium van het Heilige Roomse Rijk, vervolgens lid van de Rijnbond.
In paragraaf 3 van de Reichsdeputationshauptschluss van 25 februari 1803 worden de vorsten van Salm-Salm en Salm-Kyrburg schadeloos gesteld voor het verlies van hun vorstendommen op de linker Rijnoever in 1797/1801. De vorsten van Salm-Salm en Kyrburg krijgen de ambten Bocholt en Ahaus met de daarbinnen liggende kapittels, aartsdiakonaten, abdijen en kloosters; dit alles in de verhouding 2/3 voor Salm-Salm en 1/3 voor Kyrburg. De verdeling hiervan moet per omgaande geregeld worden. Het gaat hier om ambten van het voormalige prinsbisdom Münster.
In paragraaf 32 wordt geregeld dat beide vorsten een stem krijgen in de raad van vorsten in de Rijksdag. Tot dan hadden ze een gemeenschappelijke stem.
Uiteindelijk blijft het gebied een onverdeeld vorstendom, dat als condominium onder gezamenlijk bestuur van de twee vorsten staat. De aangrenzende heerlijkheid Anholt is al in het bezit van Salm-Salm. Deze heerlijkheid kan eenvoudig geïntegreerd worden in het nieuwe vorstendom. Aanvankelijk fungeert Anholt als nieuw bestuurscentrum, maar al spoedig wordt de regeringszetel in Bocholt gevestigd.
In artikel 24 van de Rijnbondakte van 12 juli 1806 wordt de heerlijkheid Gemen onder de soevereiniteit van Salm-Kyrburg gesteld: de mediatisering.
Op grond van een besluit van 13 december 1810 wordt het vorstendom op 28 februari 1811 bij Frankrijk ingelijfd.
Het Congres van Wenen kent het voormalige vorstendom aan het koninkrijk Pruisen toe.
Regenten (1802-1811):
| regering  | naam                                | geboren    | overleden |
| --------- | ----------------------------------- | ---------- | --------- |
| 1802-1811 | Constantijn Alexander van Salm-Salm | 22-11-1762 | 25-2-1828 |
| 1802-1811 | Frederik IV van Salm-Kyrburg        | 14-12-1789 | 14-8-1859 |

- Gemeinsame Normdatei: 7762999-1